# الصفيراية
الصفيراية قرية من قرى ولاية النيل الأبيض غربي مدينة شبشة وهي قرية متطورة، ويرجع اسمها إلى أنثى التمساح حسب لهجة السكان المحليين.

## الاقتصاد
يعتمد اقتصاد القرية على الزراعة وتربية الأغنام والأبقار وعلى التجارة وهذا من طبع الريف السوداني وأيضاً عدد من أبناء القرية بدول المهجر.

## النشاط الرياضي
بها فريق رياضي وهو فريق الصفيراية الرياضي ويوجد بها ملعب كرة قدم.